# Пестерев, Тимур Александрович
Тимур Александрович Пестерев (род. 5 февраля 1988) — российский борец вольного стиля, бронзовый (2011) и серебряный (2013) призёр чемпионатов России, обладатель Кубка европейских наций 2013 года в командном зачёте, мастер спорта России. Первым тренером Пестерева был А. И. Кожуров. Впоследствии тренировался под руководством заслуженного тренера Якутии И. М. Сысолятина. Выступал в весовой категории до 60 кг. Представлял Школу высшего спортивного мастерства (Якутск).

## Спортивные результаты
- Чемпионат России по вольной борьбе 2011 года — ;
- Чемпионат России по вольной борьбе 2013 года — ;